# Selección de baloncesto sub-16 de Yugoslavia
La selección de baloncesto sub-16 de Yugoslavia (en serbocroata: Košarkaška reprezentacija Jugoslavije U16) fue el equipo de baloncesto masculino, administrado por la Federación de Baloncesto de Yugoslavia, que representó a RFS Yugoslavia en competiciones internacionales de baloncesto masculino sub-16. Compitió principalmente en el Campeonato Europeo de para Cadetes, hoy conocido como Campeonato Europeo de Baloncesto Masculino Sub-16.
Después de la disolución de Yugoslavia en 1991, los países sucesores crearon sus propios equipos nacionales sub-16. Los equipos de Bosnia y Herzegovina, Serbia y Croacia ganaron el Campeonato a partir de 2017.
Varios miembros del equipo han sido incluidos en el Salón de la Fama de la FIBA, incluidos los jugadores Mirza Delibašić, Vlade Divac, Dragan Kićanović, Toni Kukoč, Dražen Petrović y el entrenador Mirko Novosel. Además, Petrović y Novosel son miembros del Salón de la Fama del Baloncesto.

## Participaciones
| Año   | Pos.              | PJ | G  | P  | Ref.   |
| ----- | ----------------- | -- | -- | -- | ------ |
| 1971  | Medalla de oro    | 7  | 6  | 1  | [ 1 ]  |
| 1973  | Medalla de bronce | 9  | 6  | 3  | [ 2 ]  |
| 1975  | Medalla de bronce | 6  | 5  | 1  | [ 3 ]  |
| 1977  | Medalla de plata  | 7  | 5  | 2  | [ 4 ]  |
| 1979  | Medalla de oro    | 7  | 7  | 0  | [ 5 ]  |
| 1981  | 5°                | 7  | 4  | 3  | [ 6 ]  |
| 1983  | Medalla de oro    | 7  | 6  | 1  | [ 7 ]  |
| 1985  | Medalla de oro    | 7  | 6  | 1  | [ 8 ]  |
| 1987  | Medalla de oro    | 7  | 7  | 0  | [ 9 ]  |
| 1989  | Medalla de plata  | 7  | 5  | 2  | [ 10 ] |
| 1991  | 8°                | 7  | 3  | 4  | [ 11 ] |
| Total | 11/11             | 78 | 60 | 18 |        |

## Premios individuales

### Máximo goleador ==
- Dražen Petrović - 1981
- Arijan Komazec - 1987

## Entrenadores
| Años      | Nombre           | Entrenador asistente |
| --------- | ---------------- | -------------------- |
| 1971      | Mirko Novosel    |                      |
| 1973      | Joša Gagel       |                      |
| 1975      | Janez Drvarič    |                      |
| 1977-1979 | Luka Stančić     |                      |
| 1981-1983 | Rusmir Halilović |                      |
| 1985      | Svetislav Pešić  |                      |
| 1987-1989 | Janez Drvarič    |                      |
| 1991      | Rajko Toroman    |                      |

## Jugadores
Plantillas que participaron en cada uno de los torneos en que participó.
| 1971 | 1973 | 1975 | 1977 | 1979 | 1981 |
| 4 Dragan Todorić 5 Predrag Tripković 6 Ante Zaloker 7 Dragan Kićanović 8 Marko Martinović 9 Milan Milićević 10 Zoran Biorac 11 Rajko Žižić 12 Mirza Delibašić 13 Željko Morelj 14 Radmilo Lukovac 15 Mirko Grgin | 4 Dušan Božić 5 Goran Kriznar 6 Boško Bosiočić 7 Dušan Zupančić 8 Ninguno 9 Budimir Ćosović 10 Andro Knego 11 Mladen Mohorović 12 Ratko Radovanović 13 Dragan Pribanović 14 Dragan Vulić 15 Đorđe Bosnić | 4 Mladen Ostojić 5 Žarko Koprivica 6 Milenko Babić 7 Peter Vilfan 8 Boran Pilindavinć 9 Stane Košnik 10 Slobodan Pećirko 11 Željko Pribanović 12 Aleksandar Petrović 13 Nebojša Nikolić 14 Branko Sikirić 15 Rade Vukosavljević | 4 Stane Premrl 5 Draško Vučetić 6 Darko Petronijević 7 Sabahudin Bilalović 8 Žarko Đurišić 9 Mitja Muha 10 Bogdan Blaznik 11 Davor Dogan 12 Mihailo Poček 13 Goran Mastilović 14 Milenko Savović 15 Milenko Manojlović | 4 Srđan Dabić 5 Nebojša Zorkić 6 Marko Ivanović 7 Matej Janžek 8 Milan Benčić 9 Zoran Čutura 10 Dragan Zovko 11 Tomislav Tiringer 12 Jurica Kos 13 Robert Medved 14 Željko Mrnjavac 15 Jurid Kebe | 4 Neven Cambij 5 Dražen Petrović 6 Aleksandar Aleksić 7 Ivo Petović 8 Stojan Vranković 9 Siniša Radonjić 10 Zoran Sretenović 11 Velimir Perasović 12 Saša Radunović 13 Vladimir Mićunović 14 Edin Pašić 15 Aleksandar Milivojša |

| 1983 | 1985 | 1987 | 1989 | 1991 |
| 4 Zoran Livljanić 5 Branislav Prelević 6 Zoran Jevtić 7 Jure Zdovc 8 Miroslav Pecarski 9 Ivo Nakić 10 Samir Mujanović 11 Igor Lukačić 12 Ivica Mavrenski 13 Žarko Paspalj 14 Denis Perić 15 Luka Pavićević | 4 Emilio Kovačić 5 Nenad Trunić 6 Zoran Kalpić 7 Toni Kukoč 8 Slaviša Koprivica 9 Nebojša Ilić 10 Nebojša Razić 11 Rade Milutinović 12 Vlade Divac 13 Dževad Alihodžić 14 Nenad Videka 15 Radenko Dobraš | 4 Živko Badžim 5 Oliver Popović 6 Rastko Cvetković 7 Žan Tabak 8 Ante Perica 9 Nenad Grmuša 10 Boris Orcev 11 Marijan Kraljević 12 Obrad Ignjatović 13 Arijan Komazec 14 Mirko Pavlović 15 Bojan Popović | 4 Vladimir Novosel 5 Nikola Lončar 6 Mirko Joksimović 7 Aleksandar Surla 8 Aleksandar Avlijaš 9 Velibor Radović 10 Miro Jurić 11 Željko Topalović 12 Miladin Mutavdžić 13 Petar Arsić 14 Bojan Tadić 15 Predrag Prlinčević | 4 Igor Perović 5 Aleksandar Bjelić 6 Haris Brkić 7 Saša Dončić 8 Đerđ Palfi 9 Branko Sinđelić 10 Zlatko Bolić 11 Predrag Drobnjak 12 Aleksandar Lazić 13 Miljan Vuksanović 14 Dejan Mišković 15 Dušan Jelić |

## Nuevos equipos nacionales
Después de la disolución de Yugoslavia en 1991, se crearon cinco nuevos países: Bosnia y Herzegovina, Croacia, Macedonia del Norte, RF Yugoslavia (en 2003, rebautizada como Serbia y Montenegro) y Eslovenia. En 2006, Montenegro se convirtió en una nación independiente y Serbia se convirtió en el sucesor legal de Serbia y Montenegro. En 2008, Kosovo declaró su independencia de Serbia y se convirtió en miembro de FIBA en 2015.
Aquí hay una lista de equipos nacionales masculinos sub-16 en el área de RFS de Yugoslavia:
- Bosnia y Herzegovina (1992-)
- Croacia (1992-)
- Macedonia del Norte (1993-)
- Serbia y Montenegro (1992-2006)
  -  Montenegro (2006-)
  -  Serbia (2006-)
    -  Kosovo (2015-)
- Eslovenia (1992-)